# محمد سيد حاج
محمد سيد محمد حاج (المولود في 21 مارس 1972 بولاية كسلا مدينة حلفا الجديدة - القرية 12 اشكيت. والمتوفي في 24 أبريل 2010 ). الكنية : أبو جعفر.
الحالة الاجتماعية: متزوج بزوجتين، وله اثنان من الأبناء، وثلاث من البنات.
نسبه : هو حلفاوي؛ من مدينة حلفا أبًا وأمًا، والده من قبيلة الفقراب، ووالدته من قبيلة الكيخاب وهي قبائل حلفاوية شهيرة في السودان.

## نشأته
- النشأة : كان أغلب أوقاته بين مدينةحلفا وحي الحاج يوسف بشرق النيل.
- ونشأ هناك بين الأهل والأقارب.
- النشأة الدينية: كانت بداياته الدينية قبل التعليم الأساسي حيث أخذه والده إلى خلوة الحاج يوسف لتحفيظ القراّن الكريم، وتأثر بأحد أساتذته في المدرسة الابتدائية، وهو الأستاذ عبد الحي كوبيل؛ حيث تأثّر به وباستقامته على العقيدة الصحيحة، وشجعه ذلك على إقامة الصلاة في أوقاتها؛ ثم التقى بالشيخ عبد الرحمن أبو زيد محمد حمزة ابن القيادي السلفي الشهير بجماعة أنصار السنة المحمدية حيث كان له أثر كبير في اعتناق الشيخ للمنهج السلفي وانضمامه لجماعة أنصار السنة المحمدية.[2]

## تعليمه
- مراحل التعليم الأساسي : خلوة الحاج يوسف ثم مدرسة الحاج يوسف شرق.. الابتدائية - الأميرية حلفا الجديدة.. المتوسطة - الطبري الثانوية حلفا الجديدة.
- التعليم العالي : التحق الشيخ بكلية الشريعة جامعة أمدرمان الإسلامية.. وفي أيام الدراسة كان له بعض النشاط في الجامعة وكان ينتقد الأحزاب العلمانية وأصحاب المدارس التجديدية. تخرج في الجامعة عام 1998م، ثم أكمل التعليم العالي وأكمل دراسة الماجستير والبحث الذي كان بعنوان ((انفرادات ابن تيمية الفقهية عن الأئمة الأربعة)) إلا أن المنية وافته قبل منحه درجة الماجستير .[2]

## عِلمه
مٌنَ اكِثُرَ الُشِيَوٌَخْ ْعلُمٌا وَفَُهمٌا لُلُدِيَنَ
```
ملأ انحاء السودان علماً وادباً فلا تكاد تخلو مركبة عامة أو خاصة أو سفرية من صوته ولا يخلو محل تجاري من محاضراته يعجبك اسلوبه وقوة كلماته وجزالة الفاظه وتناسق عباراته ولطافته رحمه الله.
[
3
]
```

خلف بعده ما يدل على علمه رغم صغر سنه فقد توفي وعمره 37 عاماً :
- سلسلة المتهمين.
- سلسلة القدوات.
- سلسلة مدراج السالكين.
- سلسلة السيرة النبوية.
- سلسلة هذا نبينا.
- سلسلة اشارات.
- سلسلة اسماء الله الحسنى.
- آدآب فقه الخلاف.
- شرح كتاب الطهارة من صحيح البخاري.
- شرح كتاب السياسة الشرعية في إصلاح الراعي والرعية لشيخ الإسلام ابن تيمية.
- شرح كتاب الآداب والسير في مداواة النفوس للإمام ابن حزم.
- شرح كتاب مختصر منهاج القاصدين لإبن قدامة المقدسي.
- أكثر من 330 من المواضيع المنوعة.

## مشايخه
بدايات العلم الشرعي كانت في مدينة حلفا مسقط رأسه وكان في الصف الثاني المتوسط وكان من أبرز علمائه: الشيخ/ عبد الرحمن أبو زيد محمد حمزة - خريج الجامعة الإسلامية بالمدينة المنورة. والشيخ/ محمد عبد الله الحاج – خريج الجامعة الإسلامية بالمدينة المنورة وإمام مسجد أنصار السنة بحلفا الجديدة.
- مشايخ لهم أثر في حياة الشيخ الدعوية: - الشيخ/ أبو زيد محمد حمزة - الشيخ/ محمد هاشم الهدية - الشيخ/ عثمان محمد عثمان.
- مشايخ العلم الشرعي الذين تتلمذ على يديهم: - الشيخ/ عبد الرحمن أبو زيد محمد حمزة درس عليه مبادئ علوم الحديث والعقيدة من 1989 م إلى 1990 م. - الشيخ الدكتور/ عثمان ميرغني درس علي يده الفقه المقارن. - الشيخ الدكتور/ العبد - الشيخ الدكتور/ شمس الدين التكيلة درس على يديه آّيات الأحكام.
- بداية النشاط الدعوي: كان أول وقوف له أمام الناس واعظًا في الصف الثاني المتوسط وكانت موعظة بعنوان الدار الآخرة. ثم في عام 1990 م كان يتحدث في مسجد القرية بعد صلاة المغرب وفي نفس العام خطب أول جمعة له في نفس المسجد.. وبعد ذلك خطب في مسجد السوق بمدينة حلفا وفي المرحلة الثانوية أقام منبرًاً للنقاش والحوار مع الطلاب، كان يطرح فيها الدعوة السلفية ويرد على الشبهات ويتناول بعض التنظيمات المنحرفة وسط الطلاب.

## مؤلفاته
1. الحروب الصليبية بين الأمس واليوم.[1]
2. الحسبة مسؤولية الجميع.[1]
3. فقه الائتلاف.[1]
4. حكم الاحتفال بالمولد النبوي.
5. لماذا لا ألتزم؟[1]
6. رمضان فضائل وآداب وأحكام.[1]

## مشاركاته في المؤتمرات والندوات العالمية
- برنامج رمضان التابع لوزارة الأوقاف بدولة قطر.
- ملتقى دعوي بدولة أندونيسيا.
- شارك في التدريس في الدورة العلمية بالكاميرون.
- تدريس كتاب العلم وكتاب الوضوء من صحيح البخاري في دولة قطر.

## من أهم أنشطته الدعوية
- تدريس كتاب مدارج السالكين في مسجد المؤمنين بمدينة الخرطوم بحري حي الصافية واستمر الشرح لمدة أربع سنوات وقد اكتمل شرح الكتاب كاملاً بحمد الله عز وجل.
- شرح كتاب التوحيد في مسجد المؤمنين بالصافية واستمر الشرح لمدة عامين.
- شرح كتاب العواصم من القواصم، والجواب الكافي لابن القيم، والسير والأخلاق في مداواة النفوس لابن حزم في جامعة الخرطوم
- ابتدأ بشرح مختصر منهاج القاصدين لكن لم يكمله.
- أتم شرح الجواب الكافي بالمركز العام لجماعة أنصار السنة المحمدية بحي السجانة.
- شرح التحفة العراقية لابن تيمية، والأخلاق والسير في مداواة النفوس لابن حزم الظاهري بالمركز العام لجماعة أنصار السنة المحمدية بحي السجانة. -شرح صحيح البخاري بجمهورية مصر العربية

## المناصب التي كان يشغلها
1. مساعد الأمين العام للشئون الخارجية لهيئة علماء السودان.[1]
2. عضو المجلس الاستشاري لوزارة الأوقاف والشئون الإسلامية بالسودان.[1]
3. عضو المجلس الأعلي للدعوة الإسلامية بالسودان.[1]
4. أمين أمانة التخطيط والموارد البشرية لمنظمة سبل السلام الخيرية العالمية.[1]
5. وكان إمام وخطيب مسجد المؤمنين بحي الصافية حتى قبيل وفاته.[1]

## وفاته
توفي الشيخ محمد سيد حاج يوم السبت 10 جمادى الأولى 1431 هـ، الموافق 24 أبريل 2010م إثر حادث مروري على طريق القضارف - الخرطوم حوالي الساعة الواحدة ظهراً، وقد كان في طريقه لتقديم محاضرة بمسجد جماعة أنصار السنة المحمدية بمدينة [دوكة] بولاية القضارف، وكان الحادث عند منطقة القدمبلية قبل وصوله مدينة القضارف. تم نقله إلى مستشفي مدينة القضارف وكان يعاني من كسور وإصابات بليغة، ثم توفي في الساعة الواحدة ليلاً بالمستشفى؛ نقل جثمانه على متن مروحية خصصتها له رئاسة الجمهورية ليدفن بالخرطوم بعد خلاف بين جماهير الشيخ في مكان دفنه حيث أوصى الشيخ قبل موته أن يدفن حيث قبضت روحه إلا أن الأغلبية آثرت نقله إلى الخرطوم على خلاف وصية الشيخ؛ احتشد أمام مسجد الشيخ في صباح الأحد ألاف المصلين والجماهير لتشييع الشيخ إلى القبر حتى إمتلئت الساحة الأمامية للمسجد وأغلقت الطرقات المجاورة للمسجد بالمشيعين؛ تقدم للصلاة عليه الشيخ أبو زيد محمد حمزة فخالفوا وصية الشيخ مرة أخرى حيث أوصى أن يصلي عليه الشيخ الشيخ كمال الدين الزنادي أو الشيخ إبراهيم ميرغني ؛ حضر الصلاة قطاع كبير من كبار مسؤولي الدولة ورجال الأعمال على رأسهم الرئيس السوداني عمر البشير ونائبه انذاك علي عثمان محمد طه؛ دفن الشيخ بمقابر شمبات.

## وصلات خارجية
الموقع الرسمي لفضيلة الشيخ محمد سيد حاج

موقع جماعة أنصار السنة المحمدية بالسودان
1. ↑  قناة الوسيلة (19 نوفمبر 2017)، الأخلاق و السير - فصل الاخلاق 1، مؤرشف من الأصل في 2020-03-28، اطلع عليه بتاريخ 2018-04-06